# 福巖站
福巖站（：／ Bogam yeok */?）曾經为韩国铁路和順線上的一座鐵路站，位于全罗南道和順郡东面福巖里，已于1984年废止。

## 历史
- 1942年10月1日 - 落成使用[2]。
- 1984年11月1日 - 停止使用[3]。